# Biopsie rénale
La biopsie rénale est une procédure diagnostique essentielle dans la pratique de la néphrologie moderne. Elle consiste à prélever un fragment de tissu rénal pour en faire une analyse histologique au microscope et le soumettre à différents tests et colorations. Cette procédure peut être réalisée par voie percutanée, transveineuse ou ouverte : c'est-à-dire avec incision de la peau et exposition du tissu rénal. Ces dernières sont rares et généralement pratiquées par des chirurgiens. C'est une procédure invasive, une évaluation des rapports bénéfice risque doit donc être faite dans tous les cas.

## Historique
Le rein fut parmi les derniers organes pleins explorés par ponction-biopsie percutanée. Il existait pour cette technique de nombreuses complications possibles ce qui lui valut d'être considéré comme dangereuse pendant longtemps. De plus, la découverte simultanée du rein artificiel a occulté l’intérêt du diagnostic des maladies rénales, limité alors aux autopsies. C'est à partir de 1955 qu'elle a été introduite efficacement. Elle a depuis bénéficié de nombre d'améliorations liées au repérage du rein par imagerie, telles que l'urographie intraveineuse, l'emploi des radio-isotopes, d'un amplificateur de brillance et depuis une dizaine d'années, de l'échographie. Depuis la loi du 4 mars 2002, la ponction-biopsie doit se faire avec le consentement éclairé du patient.
Les moyens d'étude ont eux aussi considérablement augmenté. L'introduction quasi simultanée des techniques de microscopie électronique et optique en 1956 a permis l'analyse du rein normal et des lésions morphologiques glomérulaires. Ces techniques ont néanmoins surtout servi de protocole expérimental.
Une avancée notable commence en 1941 avec des techniques de marquage immunohistochimiques introduisant les premiers anticorps. Elle se poursuit avec l'invention d'un microscope adapté au dépistage de certaines substances fluorescentes marquant l'anticorps via une lampe à ultraviolets. Elle aboutit en 1966, permettant alors de déceler les antigènes microbiens, viraux, parasitaires et fongiques.
Les années 1970 ont été consacrées à l'industrialisation de cette technique avec notamment l'apparition d'anticorps commerciaux de meilleure qualité. Les marquages sont devenus à la fois plus sensibles et plus spécifiques.
Enfin dans les années 1980, la morphométrie et la microscopie confocale ont amélioré les techniques de marquage et de mesure. Plus récemment et encore en développement, les techniques de biologie moléculaire permettront d'étudier la diversité du génome et son expression grâce aux biopsies rénales.

## Indications
L'apport du diagnostic des biopsies rénales est indiscutable sur quelques indications, telles que :
- le syndrome néphrotique ;
- les maladies systémiques avec atteinte rénale ;
- l'insuffisance rénale aiguë ;
- la dysfonction du greffon rénal.

Elle a aussi un intérêt diagnostique chez les patients porteurs d'une maladie rénale chronique, d'une hématurie, ou d'une protéinurie de débit non néphrotique.

## Contre-indications
Les seules contre-indications absolues pour la biopsie rénale sont : le non-consentement du patient ou son incapacité à coopérer. La plupart des contre-indications sont donc relatives. Elles nécessitent une évaluation au cas par cas du rapport bénéfice-risque par l'équipe médicale. Avant toute biopsie rénale un bilan de coagulation, une échographie, une prise de la tension artérielle et un ECBU (examen cytobactériologique des urines) sont nécessaires. Ce, afin de choisir la bonne technique de prélèvement.
Les contre-indications relatives sont :
- le trouble de l'hémostase (processus physiologique qui permet d’arrêter le saignement) ;
- un rein unique (l'examen intraveineux sera privilégié) ;
- une maladie rénale chronique ;
- une suspicion d'une tumeur rénale ;
- une hypertension artérielle ;
- une anomalie anatomique (reins petits ou reins en « fer à cheval ») ;
- de multiples kystes.

## Techniques de prélèvements et procédure
Les techniques de biopsie rénale ont largement évolué ces dernières années. Il en existe différentes sortes afin de pallier certaines contre-indications. Le problème le plus redondant, pour cet examen est le saignement (complication hémorragique). Il existe différents facteurs de risques pour cette contre-indication tels que :
- le sexe : risque plus important chez les femmes ;
- l'âge : les patients de moins de 20 ans ou de plus de 70 ans sont exposés à un facteur de risque plus important ;
- le temps de coagulation : plus il est long plus le risque est élevé (risque majoré tous les 10 % du taux de prothrombine).

Le TAP : test d'agrégation plaquettaire corrélé aux antécédents de saignements permettent de détecter dans la plupart des cas un trouble de l'hémostase (phénomènes qui permettent d’arrêter un saignement). Le rapport bénéfice risque pour le choix de l'examen sera alors discuté par l'équipe médicale.
La biopsie rénale percutanée est la technique la plus couramment utilisée. Un radiologue ou un néphrologue effectue le prélèvement à travers la peau grâce à un pistolet automatique. Une échographie en temps réel guide le praticien au cours de son acte. Des études récentes estiment une réussite de 99 % pour cet acte. Le rapport bénéfice risque est donc très bon. Durant la ponction, le patient sous anesthésie locale (ou générale dans de rares cas) est allongé sur le ventre. Un billot (sorte de coussin dur) comprime son abdomen afin d'immobiliser au maximum le rein. Le pôle inférieur du rein gauche est privilégié car c'est la partie la moins mobile des reins. On diminue ainsi le risque de perforation de la veine cave. Pour minimiser les risques postopératoires, une phase d'observation des 24 premières heures est nécessaire. Une étude montre que 90 % des complications apparaissent au cours de ces 24 heures. La surveillance comprend :
- l'examen clinique (observation de la pression artérielle et de la fréquence cardiaque) ;
- l'évaluation de la douleur et de la diurèse (composition et trajet des urines) ;
- la surveillance d'une probable hématurie (présence de sang dans les urines).

Une hospitalisation entre 24 et 48 heures est nécessaire. Les activités physiques sont prohibées la semaine suivant l'opération.
La biopsie rénale transveineuse est une technique alternative. Elle est réservée aux patients sujets à une contre-indication à la biopsie rénale percutanée car les échantillons de petites tailles diminuent le rendement diagnostique. Ce sont les patients qui sont sous traitement anticoagulant ou atteints d'une coagulopathie non corrigible. De plus certains patients non coopérants (par exemple sous assistance respiratoire) peuvent être éligibles. Cet acte fait sous anesthésie locale (voire générale dans certains cas) utilise les vaisseaux pour accéder au rein droit. Un cathéter (petit tuyau) est introduit dans la veine jugulaire interne (veine du cou), jusqu'à la veine rénale. Une aiguille est ensuite insérée dans le tuyau afin d'effectuer le prélèvement du tissu à examiner. Cet acte est effectué sous contrôle radiologique. Cette technique représente moins de risques pour les patients contre-indiqués à la biopsie rénale percutanée. En effet le saignement est principalement intravasculaire (à l'intérieur des vaisseaux), il y a donc moins de risques hémorragiques. Cette technique n'est cependant pas adaptée pour les reins de petite taille ou pour les cavités urinaires dilatées avec cortex rénal fin (risque de perforation). Les thromboses (caillots dans les veines) sont aussi un obstacle à la biopsie rénale transveineuse : le cathéter ne passe pas. 
La biopsie rénale par voie chirurgicale est utilisée en dernier recours. Si les deux examens précédents sont impossibles. Cet acte « à flanc ouvert » ou par « laparoscopie » (technique permettant d'atteindre la cavité abdominale sans ouvrir la paroi) permet de pallier les contre-indications précédemment citées. Il permet aussi d'avoir le contrôle visuel de l'hémostase (ensemble de phénomènes physiologiques qui déterminent l'arrêt du saignement). Le risque dû à l’anesthésie générale doit être pris en compte dans le choix de l'examen (il a été évalué à 3 pour 1000 avec un score ASA de 2 ou 3). La laparoscopie sera privilégiée pour diminuer le risque infectieux. Les temps d'hospitalisation et d'interruption des activités seront plus longs. 
Les futures technologies pour la biopsie rénale tendent vers une amélioration toujours plus précise du trajet de l'aiguille. Il existe plusieurs techniques en cours de développement :
- ponction sous scanner assisté par ordinateur : après un scanner du patient, le praticien visualise le déplacement de son aiguille sur le résultat de ce scanner. Cette technique est avantageuse car le praticien peut explorer toutes les directions possibles afin de choisir la plus judicieuse. Cependant le scanner n'est pas en temps réel : les mouvements du patient peuvent fausser le trajet prévu de l'aiguille. Exemple : les déplacements des reins dus aux mouvements respiratoires ne peuvent pas être visualisés ;
- des robots remplaçant la main du chirurgien sont en cours de développement. Cette technique permettra au praticien de surveiller l'avancement de l'aiguille par fluoroscanner sans être exposé aux radiations. Cependant pour cette technique l'acte devra être réalisé rapidement afin de réduire au maximum l'exposition du patient aux radiations.

## Résultats/Interprétations

Image d'une glomérulonéphrite post-infectieuse.

Après prélèvement et colorations, l'observation des fragments de reins apporte des informations diagnostiques utiles. Il existe des marquages en immunofluorescence n'évoquant qu'un seul diagnostic.
- Absence de marquage. Elle élimine une glomérulonéphrite à dépôts.
- Fixation linéaire des membranes basales glomérulaires en immunofluorescence. Il s'agit d'une forme classique du syndrome de Goodpasture.
- Diagnostic de la néphropathie à dépôts d'immunoglobuline A.

Elle se décèle par immunofluorescence et révèle des dépôts granulaires dessinant les aires mésangiales.
On peut aussi constater des dépôts granuleux de complexes immuns glomérulaires. Ils peuvent traduire plusieurs symptômes.
- Une glomérulonéphrite extramembraneuse. Elle se traduit par la présence de dépôts de petite taille.
- Une glomérulonéphrite postinfectieuse avec « humps ». Surtout chez les jeunes enfants et adolescents.
- Une glomérulonéphrite membranoproliférative. Elle se définit par des dépôts endomembraneux mésangiaux et pariétaux.

## Complications à la biopsie rénale percutanée
Nous traitons ici seulement les complications de la biopsie rénale percutanée qui est la technique la plus largement utilisée. Les complications de cet acte deviennent de plus en plus rares dû à l'amélioration croissante des techniques de ponction. Avec le pistolet et l'échoguidage une seule personne est décédée durant les vingt dernières années.
Sur l'ensemble des biopsies les complications sont évaluées à 13 % des cas, dont 7 % nécessitent une intervention thérapeutique. Les autres complications se résolvent spontanément. Le nombre de complications sévères reste donc toujours important. 
La complication la plus fréquente est la douleur locale. Si elle est insupportable elle est traitée par l'administration d'opiacés (calmants) au patient. La principale complication est l’hématurie. C'est la présence de sang dans les urines. Elle peut être de trois sortes :
- l'hématurie macroscopique. Elle fait partie des complications ne nécessitant pas d'acte thérapeutique. Elle disparaîtra rapidement après quelques urines ;
- une hématurie prolongée nécessitera en revanche une intervention. Une angiographie sera effectuée pour trouver l'origine du saignement et ainsi le reboucher ;
- l'hématurie importante est une complication grave. Elle peut être responsable d'un obstacle urétéral ou vésical (obstruction au niveau de l'urètre ou de la vessie. Exceptionnellement cela peut être à l'origine d'une insuffisance rénale aiguë (baisse brutale du débit de filtration du sang dans le rein) qui est une urgence diagnostique et thérapeutique.

L’hématome péri-rénal est souvent responsable de douleurs lombaires. Il ne provoque généralement pas de suites mais une surveillance thérapeutique est obligatoire pour éviter un incident. Très rarement il est nécessaire de le retirer par transfusion ou par une évacuation chirurgicale. 
La complication la plus sérieuse est la fistule artérioveineuse. C'est une liaison anormale entre une artère et la cavité du rein. Elle est induite par le trajet de l'aiguille lors du prélèvement. Exceptionnellement elles peuvent entrainer une hypertension artérielle voire une dégradation de la fonction rénale, nécessitant dans alors une intervention chirurgicale.

### Sources
- Thèse: « Urologie & Gestes Médico-Chirurgicaux Assistés » de Pierre Mozer
- Thèse: « L'apport de la confrontation anatomo clinique en pathologie néphrologique : exemple des néphropathies glomérulaires » de M. Oudghiri Jabbari Aadil
- Encyclopédie Médico-chirurgicale (EMC)